# ذخایر ژنتیکی
ذخایر ژنتیکی، مواد ژنتیکی با ارزش بالفعل یا بالقوه است که در آن ماده ژنتیکی به هر ماده گیاهی، جانوری، میکروبی یا از دیگر منشأ و دارای واحدهای عملکردی وراثتی گفته می‌شود. ذخایر ژنتیکی یکی از سه سطح تنوع زیستی است که توسط کنوانسیون تنوع زیستی در ریو در ۱۹۹۲ تعریف شده‌است.

## مثال‌ها
- ذخایر ژنتیکی جانوری برای غذا و کشاورزی
- ذخایر ژنتیکی جنگلی
- ژرم پلاسم‌، ذخایر ژنتیکی که برای اهداف مختلف مانند اصلاح نژاد، حفظ و پژوهش نگهداری می‌شوند.
- ذخایر ژنتیکی گیاهی